# Lista de padrões de escala para ferromodelismo

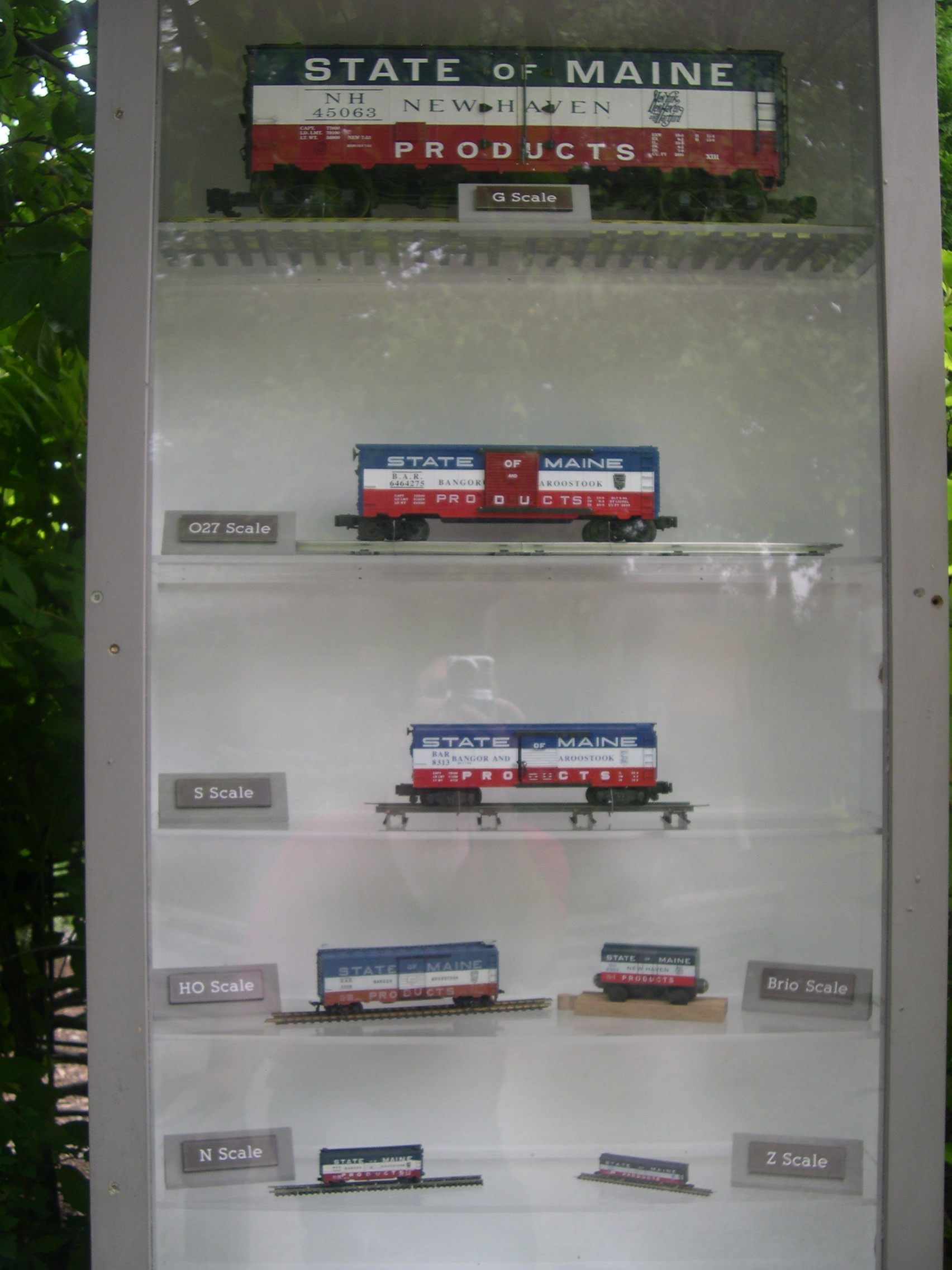
Algumas das escalas do ferromodelismo.

Essa lista inclui os padrões de escala mais relevantes para o ferromodelismo.
A maioria dos padrões é regional, mas alguns foram adotados em partes do mundo diferentes da sua região nativa,
sendo os principais padrões disseminados hoje em dia: o NEM publicado pela MOROP e o NMRA.
Apesar de o principal padrão de dimensão no ferromodelismo ser a bitola, um padrão típico, define muitos outros aspectos de um modelo, como: a dimensão da catenária, a dimensão dos rodeiros, o gabarito estrutural, o raio mínimo de curva ferroviária, e o gradiente de rampa por exemplo.

## Padrões de escala

### NEM
As normas do padrão NEM (Normas Europeias para Modelismo) são publicadas pela MOROP (Federação Europeia de Ferromodelismo).
O padrão NEM  de escalas e bitolas para ferromodelismo, foi definido na NEM 010, que especificou várias bitolas para cada escala. Bitolas estreitas são indicadas por uma letra adicional depois do nome da escala, como se segue:
- sem letra = bitola padrão (protótipo: 1.250–1.500 mm)
- m = bitola métrica (protótipo: 850–1.250 mm)
- e = bitola estreita (protótipo: 650–850 mm)
- i = bitola industrial (protótipo: 400–650 mm)
- p = bitola de parque (protótipo: 300–400 mm)

Por exemplo: uma bitola métrica num modelo em escala H0, seria designado como: H0m
Para as escalas H0 e 0, o padrão NEM usa o número "0" ou a letra "O", enquanto a NMRA usa sempre a letra "O". Independente do uso da letra ou do número, as escalas são exatamente as mesmas.
| Escala | Relação | Bitola padrão | m       | e       | i       | p       | Notas                         |
| ------ | ------- | ------------- | ------- | ------- | ------- | ------- | ----------------------------- |
| Z      | 1:220   | 6,5 mm        | 4,5 mm  | –       | –       | –       | Baseada no padrão da Märklin. |
| N      | 1:160   | 9 mm          | 6,5 mm  | 4,5 mm  | –       | –       | Baseada no padrão da Arnold.  |
| TT     | 1:120   | 12 mm         | 9 mm    | 6,5 mm  | 4,5 mm  | –       | –                             |
| H0     | 1:87    | 16,5 mm       | 12 mm   | 9 mm    | 6,5 mm  | 4,5 mm  | "Half Zero"                   |
| S      | 1:64    | 22,5 mm       | 16,5 mm | 12 mm   | 9 mm    | 6,5 mm  | –                             |
| 0      | 1:45    | 32 mm         | 22,5 mm | 16,5 mm | 12 mm   | 9 mm    |                               |
| 1      | 1:32    | 45 mm         | 32 mm   | 22,5 mm | 16,5 mm | 12 mm   | –                             |
| II     | 1:22,5  | 64 mm         | 45 mm   | 32 mm   | 22,5 mm | 16,5 mm |                               |
| III    | 1:16    | 89 mm         | 63,5 mm | 45 mm   | 32 mm   | 22,5 mm | –                             |
| V      | 1:11    | 127 mm        | 89 mm   | 63,5 mm | 45 mm   | 32 mm   | –                             |
| VII    | 1:8     | 184 mm        | 127 mm  | 89 mm   | 63,5 mm | 45 mm   | –                             |
| X      | 1:5,5   | 260 mm        | 184 mm  | 127 mm  | 89 mm   | 63,5 mm | –                             |

### NMRA
A NMRA (National Model Railroad Association) padronizou as primeiras escalas para modelos ferroviários na década de 1940, e desde então, esse padrão vem  sendo usado na América do Norte e por alguns grupos específicos ao redor do mundo. Existe algum nível de compatibilidade entre o padrão NMRA e o padrão NEM, mas não existe um compromisso formal nessa questão.

#### Escalas NMRA populares
| Escala         | Relação | Bitola do modelo | Notas                                                                     |
| -------------- | ------- | ---------------- | ------------------------------------------------------------------------- |
| Z              | 1:220   | 6,5 mm           | A NMRA não define nenhuma outra medida para a escala Z a não ser a bitola |
| Nn2            | 1:160   | 4,5 mm           | bitola estreita                                                           |
| Nn3            | 1:160   | 6,5 mm}}         | bitola estreita                                                           |
| N              | 1:160   | 8.97 mm          | –                                                                         |
| TT             | 1:120   | 11,94 mm 12 mm   | –                                                                         |
| HOn2 ou 3,5 mm | 1:87,1  | 7 mm             | bitola estreita                                                           |
| HO ou 3,5 mm   | 1:87.1  | 16,5 mm          | –                                                                         |
| OO ou 4 mm     | 1:76.2  | 19,05 mm         | –                                                                         |
| Sn3 ou 3/16″   | 1:64    | 14,3 mm          | bitola estreita                                                           |
| S ou 3/16″     | 1:64    | 22,43 mm         | –                                                                         |
| On2 ou 1/4″    | 1:48    | 12,7 mm          | bitola estreita                                                           |
| On30 ou 1/4″   | 1:48    | pista HO         | bitola estreita                                                           |
| On3 ou 1/4″    | 1:48    | 19,05 mm 19,4 mm | bitola estreita                                                           |
| O ou 1/4″      | 1:48    | 31,75 mm         | –                                                                         |
| #1n3 ou 3/8″   | 1:32    | 28,6 mm          | bitola estreita                                                           |
| # I ou 3/8″    | 1:32    | 44,85 mm         | –                                                                         |
| Fn3 ou 15 mm   | 1:20,32 | pista #1         | bitola estreita                                                           |
| F ou 15 mm     | 1:20,32 | 70,69 mm         | Idêntica a Proto 20,32, exceto pela profundidade das flanges das rodas    |
| 3/4″           | 1:16    | 89 mm            | –                                                                         |
| 1″             | 1:12    | 121 mm           | –                                                                         |

#### Escalas NMRA de flange profunda
| Escala       | Relação | Bitola do modelo | Notas                                                             |
| ------------ | ------- | ---------------- | ----------------------------------------------------------------- |
| SHR ou 3/16″ | 1:64    | 21,97 mm 22 mm   | –                                                                 |
| O27          | –       | –                | Mesma da OHR mas com modelos 10% menores na mesma bitola de pista |
| OHR ou 1/4″  | 1:48    | 31,75 mm         | –                                                                 |
| G ou 3/8″    | 1:32    | 45 mm            | –                                                                 |
| G            | 1:29    | 45 mm            | –                                                                 |
| G            | 1:24    | 45 mm            | –                                                                 |
| G            | 1:22,5  | 45 mm            | –                                                                 |
| G            | 1:20,3  | 45 mm            | –                                                                 |

#### Escalas NMRA Proto
| Escala        | Relação | Bitola do modelo | Notas             |
| ------------- | ------- | ---------------- | ----------------- |
| Proto:20,32   | 1:20,32 | 70,64 mm         | NMRA              |
| Proto:20,32n3 | 1:20,32 | 45 mm            | –                 |
| Proto:32      | 1:32    | 44,85 mm         | –                 |
| Proto:32n3    | 1:32    | 28,6 mm          | –                 |
| Proto:48w5    | 1:48    | 31,75 mm         | protótipos russos |
| Proto:48      | 1:48    | 29,9 mm          | –                 |
| Proto:48n3    | 1:48    | 19,05 mm         | –                 |
| Proto:64      | 1:64    | 22,43 mm         | –                 |
| Proto:64n3    | 1:64    | 14,3 mm          | –                 |
| Proto:87      | 1:87,1  | 16,5 mm          | –                 |
| Proto:87n3    | 1:87,1  | 10,5 mm          | –                 |

#### Escalas NMRA Finescale
| Escala    | Relação | Bitola do modelo | Notas |
| --------- | ------- | ---------------- | ----- |
| Fine:HO   | 1:87,1  | 16,5 mm          | –     |
| Fine:HOn3 | 1:87,1  | 10,5 mm          | –     |
| Fine:TT   | 1:120   | 11,94 mm 12 mm   | –     |
| Fine:TTn3 | 1:120   | 8,97 mm          | –     |
| Fine:N    | 1:160   | 8,97 mm          | –     |
| Fine:Nn3  | 1:160   | 6,35 mm          | –     |